# Ustka
Ustka [ˈustka] (deutsch Stolpmünde; kaschubisch
Ùskô) ist eine Hafenstadt und Sitz einer Landgemeinde gleichen Namens – der die Gemeinde selbst jedoch nicht angehört – in der polnischen Woiwodschaft Pommern, Powiat Słupski (Stolper Kreis). Die Stadt ist ein staatlich anerkannter Kurort.

## Geographie
Die Ortschaft liegt in Hinterpommern, am östlichen Ufer der Mündung der Stolpe (poln. Słupia) in die Ostsee. Zu beiden Seiten der Stadt, die das größte Seebad zwischen Darłowo (Rügenwalde) und Sopot (Zoppot) ist, verlaufen breite Sandstrände, die sich durch ihren feinen Sand auszeichnen.

## Stadtwappen
Das Stadtwappen von Stolpmünde wurde 1922 von Wilhelm Granzow (Dünnow) geschaffen. Seine Familie ist seit mehr als 500 Jahren in Pommern ansässig, und er symbolisierte im Wappen (Handelsschiff und Nixe mit Lachs in der Hand) die Haupteinnahmequellen der Hafenstadt: Seehandel, Tourismus und Fischerei. Das Wappen ist vielerseits im Ort zu sehen, besonders das Monument für die 76 Einwohner von Stolpmünde, welche im Ersten Weltkrieg starben. Die Stadtverwaltung von Ustka hat vor kurzem das Stadtwappen ‚modernisiert‘.

## Geschichte

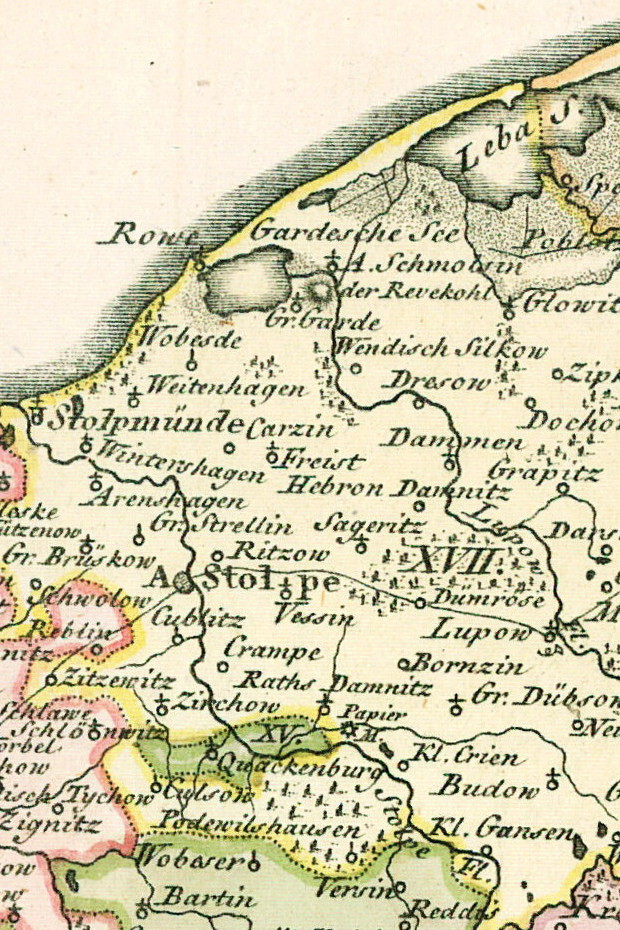
Stolpmünde an der Ostsee, nordwestlich von Stolp (früher Stolpe geschrieben) an der Stolpe, auf einer Landkarte von 1794.

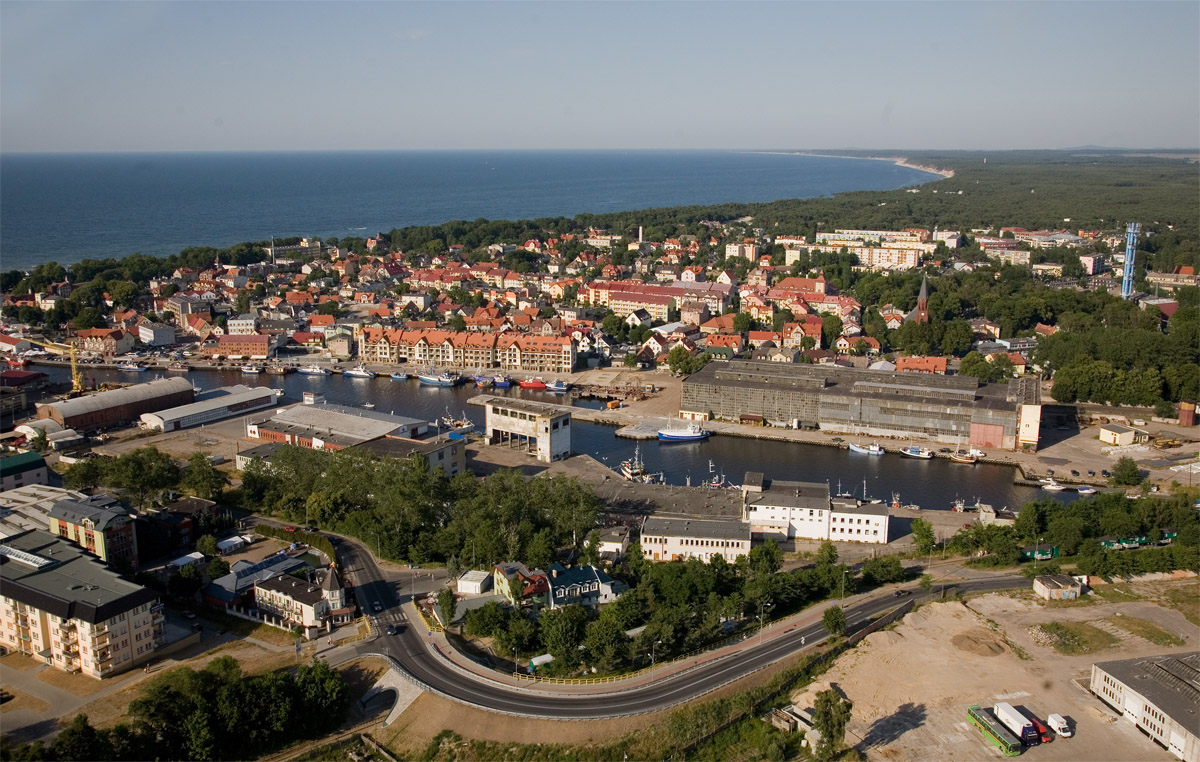
Luftbild

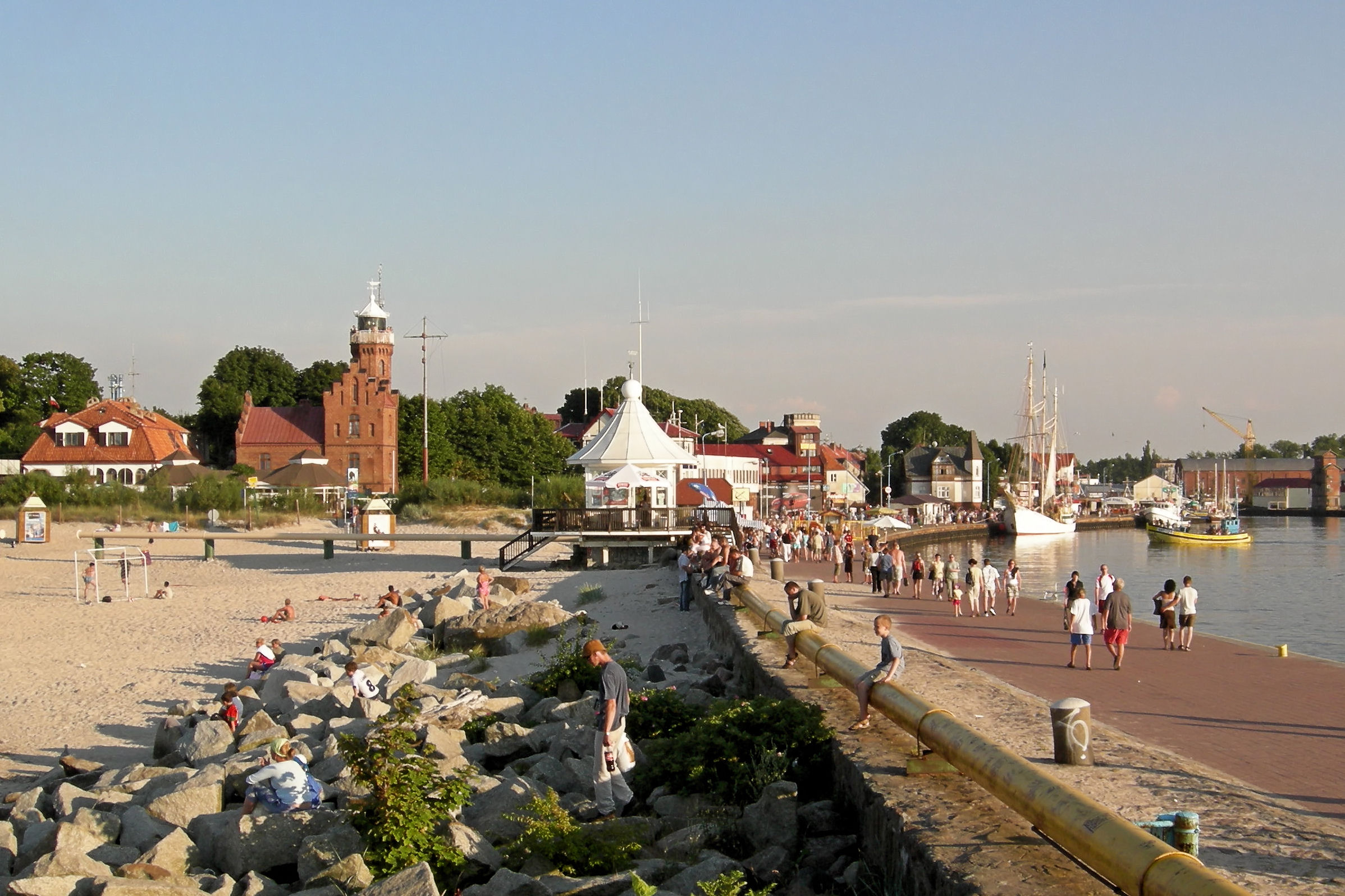
Hafen und Leuchtturm

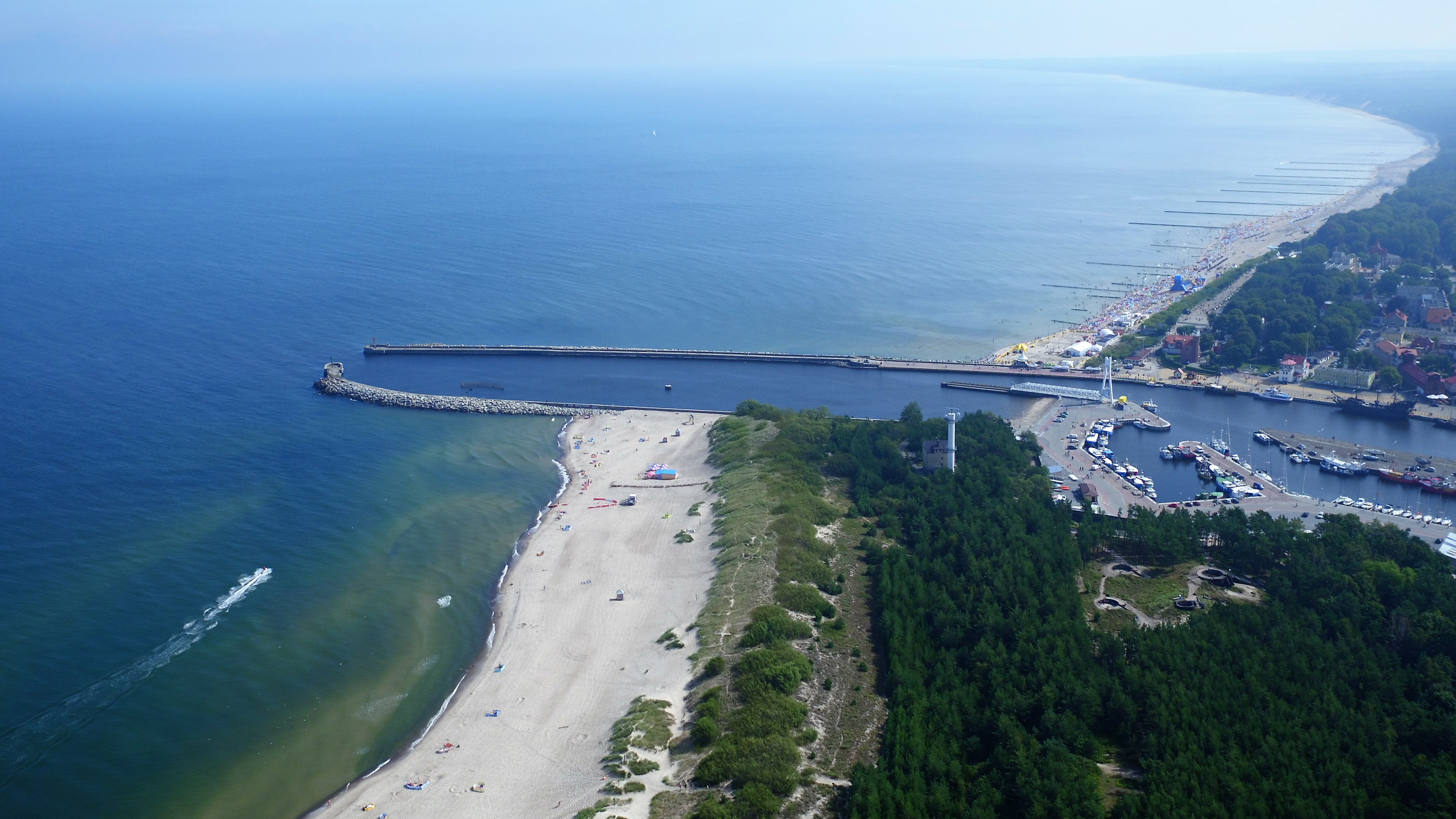
Weststrand, Molen, Hafen und Oststrand mit Promenade

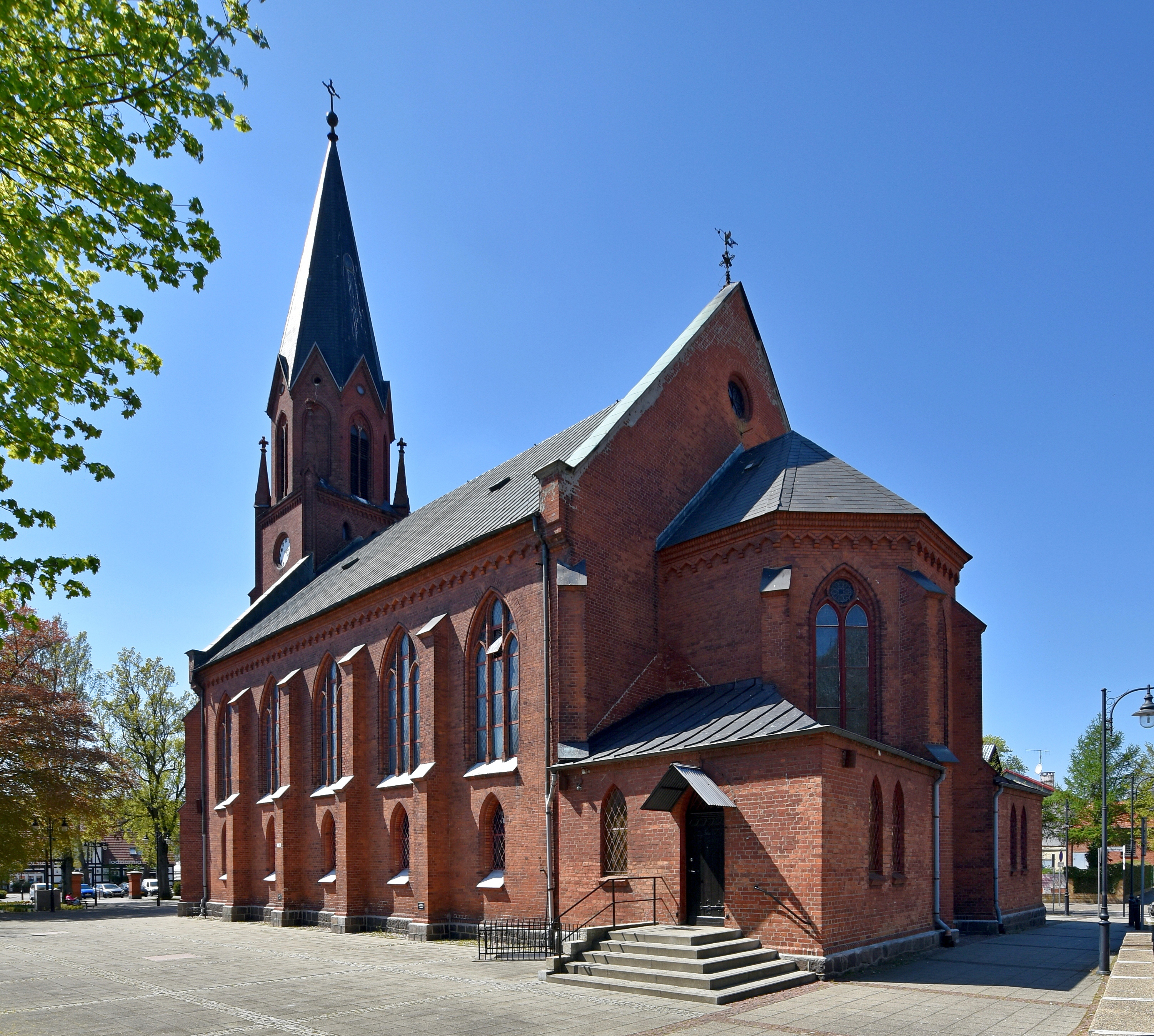
Pfarrkirche von 1888

Am 2. September 1337 stellten die Grafen Jesko von Schlawe und Jesko von Rügenwalde aus dem Adelsgeschlecht der Swenzonen eine Urkunde aus, mit der sie den Verkauf des Stolpmünder Hafens und des Dorfs Arnshagen an den Magistrat der Stadt Stolp bestätigten. In diesem Dokument wurde Stolpmünde erstmals offiziell erwähnt. Der erste Kirchenbau wird auf das Jahr 1355 datiert, Stolpmünde wurde jedoch als Filialgemeinde Wintershagen zugeordnet. Der Hafen war von großer wirtschaftlicher Bedeutung für die Stadt Stolp, die 1382 Mitglied der Hanse wurde. Zu Beginn des 15. Jahrhunderts erlebte der Hafen seine erste Blütezeit, als Stolp Handelsbeziehungen bis nach England und zu den Niederlanden betrieb. Zu dieser Zeit hatte Stolpmünde die benachbarten pommerschen Häfen Rügenwalde und Kolberg nach Umschlagszahlen übertroffen. Einhundert Jahre später hatte Danzig die Vormachtstellung im Ostseehandel. Die Hafenanlagen verfielen und die Versandung der Stolpemündung brachte den Schiffsverkehr fast zum Erliegen.
Aus einem Visitationsbericht vom 28. Juli 1590 geht hervor, dass Stolpmünde zu dieser Zeit über eine eigene Schule verfügte. Nachdem sich der Niedergang des Hafens über zwei Jahrhunderte erstreckt hatte, trat erst mit dem Herrschaftsantritt Brandenburgs 1648 eine Besserung der Verhältnisse ein. Ein Hinweis der Stolper Regierungsverwaltung im Jahre 1667 veranlasste Kurfürst Friedrich Wilhelm, zugunsten des Hafens eine Sondersteuer in Pommern einzuführen, und 1670 wurde mit den Erneuerungsarbeiten im Hafen begonnen. Der beginnende Aufschwung wurde schon bald darauf durch den schwedisch-brandenburgischen Krieg (1674–1679) gestoppt; die geringere Ostseeschifffahrt ließ die Hafeneinnahmen drastisch sinken und der Hafen verfiel. Im Dezember 1690 zerstörte eine Sturmflut die Hafenanlage. 1695 wurde mit Wiederherstellungsarbeiten begonnen, doch der Hafen war immer wieder von Versandung bedroht. Hochsee-Frachtschiffe mussten weit vor dem Hafen in der Ostsee auf Reede liegen und mittels kleinerer Schiffe oder Leichter be- und entladen werden. Jedoch konnte der Schiffbau unvermindert weiterbetrieben werden.
Um 1784 gab es in Stolpmünde einige Kaufmannsspeicher, ein Schulhaus, in dem der Küster wohnte, der zugleich Organist war, einige Handwerker sowie Schiffer und Seeleute, die neben der Seefahrt Lachsfang betrieben, und insgesamt 37 Haushaltungen. Am 1. August 1778 wurden durch eine Feuersbrunst 18 Häuser zerstört. Diese wurden bald neu errichtet.
Am 22. September 1831 schloss Stolp mit dem preußischen Staat einen Vertrag über die entschädigungslose Übereignung des Hafens ab und leitete damit eine entscheidende Wende ein. 1863 stellte die preußische Regierung 150.000 Taler für den Hafenausbau zur Verfügung und bereits 1865 liefen über 500 Schiffe den Hafen an. 1866 stellte Stolp eine Fläche von 34 Hektar und 18.750 Mark zur Hafenerweiterung zur Verfügung. Im Zuge der Erweiterungsarbeiten wurde der Hafen auf acht Meter vertieft. Um 1890 wurde gegen die immer wieder drohende Versandung der Flussmündung ein Bagger angeschafft, der im Dauerbetrieb arbeitete. 1878 wurde der Hafen an das Eisenbahnnetz angeschlossen. Der nun florierende Hafenbetrieb verhalf dem Ort zu Wohlstand. So waren die Einwohner in der Lage, 1885 eine neue Kirche mit 720 Sitzplätzen im barocken Baustil zu erbauen. Im Jahr 1892 wurde der 21,5 Meter hohe Leuchtturm Ustka mit dem Lotsenhaus erbaut. Zum weiteren Ausbau des Hafens bewilligte die preußische Regierung 1899 fast eine halbe Million Mark, die vor allem für die Verlängerung der Molen verwendet wurden. Am 24. September 1903 wurde der neue Hafen mit seinen zwei 500 Meter weit in die Ostsee hinausgebauten Molen, die den Hafen vor der Versandung schützen und die heute ein beliebter Aufenthaltsort von Touristen sind, feierlich eröffnet. Im gleichen Jahr gründeten 46 Stolpmünder Fischer den Hochseefischerei-Verein, mit dem Voraussetzungen für die Entwicklung eines Fischereihafens geschaffen wurden. 1925 verfügte die Stolpmünder Fischereiflotte über 102 Schiffe, und 1933 arbeiteten in Stolpmünde 176 Fischer, acht Räuchereien und 53 Räucheröfen.
Im Jahr 1886 wurde für den Reichsgründer Otto von Bismarck in Strandnähe eine stattliche Sommerresidenz errichtet. Der Backsteinbau beherbergte 2008 eine Pension (‚Red House‘).
Mit dem Beginn des 20. Jahrhunderts verbesserte sich auch die Infrastruktur des Ortes. 1904 nahmen ein Gaswerk und 1911 ein Elektrizitätswerk den Betrieb auf. Zwischen 1928 und 1930 wurden in Stolpmünde eine zentrale Wasserversorgung und die Kanalisation verlegt. 1928 erreichte die Zahl der Badegäste mit 3.003 Besuchern einen vorläufigen Höhepunkt, der Badebetrieb, dessen Anfänge bis 1820 zurückreichen, war zu einem bedeutenden Wirtschaftsfaktor des Ortes geworden. 1934 wurden noch einmal Erweiterungsmaßnahmen im Handelshafen durchgeführt, die sich über zwei Jahre hinstreckten. Mittels dieser Anstrengungen gelang es, die Häfen in Rügenwalde und Kolberg wieder zu überflügeln.
Am Anfang der 1930er Jahre hatte die Gemarkung von Stolpmünde eine Fläche von 11,2 km². Innerhalb der Gemeindegrenzen gab es drei Wohnstätten, an denen insgesamt 375 bewohnte Wohnhäuser standen:
1. Forsthaus b. Stolpmünde
2. Hohenhagen
3. Stolpmünde

Um 1935 hatte die Stadt Stolpmünde unter anderem sechs Hotels, vier Gasthöfe und Restaurants, zwei Bankgeschäfte, vier Seefisch-Großhandlungen, sieben Fisch-Räuchereien, zwei Maschinenfabriken, eine Molkerei, eine Mühle, zwei Schiffsmakler und über ein Dutzend Kolonialwarenhandlungen.
In den Dünen von Stolpmünde befand sich bis zum Ende des Zweiten Weltkriegs der zentrale Schießplatz zur Übung mit scharfer Munition der deutschen Flakartillerie. Pläne von 1938 für den Ausbau zu einem Großhafen fielen dem ein Jahr später begonnenen Krieg zum Opfer.
Am 30. Januar 1945 hat das sowjetische U-Boot S-13 mit drei Torpedos die Wilhelm Gustloff gegen 21:15 Uhr etwa 23 Seemeilen vor der Stolpmünder Küste versenkt. Es war der verlustreichste Untergang eines einzelnen Schiffes in der Geschichte der Seefahrt. Von den bis zu 10.000 Menschen an Bord konnten nur 1239 gerettet werden. Ein Gedenkstein erinnert an die Tragödie. In der Nacht vom 9. auf den 10. Februar 1945 versenkte dasselbe U-Boot auch die Steuben vor Stolpmünde. Zwischen 1100 und 4200 Menschen kamen ums Leben.
Während der Schlacht um Ostpommern wurde der Hafen zum Umschlagplatz für Tausende von Flüchtlingen. Bis zum 8. März 1945 wurden von Stolpmünde aus fast 33.000 Menschen mit Schiffen in Richtung Westen gebracht. Am Abend dieses Tages nahmen Truppen der Roten Armee die Stadt ein.
Am 1. August 1945 wurde der Ort seitens der sowjetischen Besatzungsmacht der Volksrepublik Polen zur Verwaltung überlassen. Im Dezember 1945 begann die polnische Administration mit der Vertreibung der einheimischen Einwohner in Richtung Westen. Der erste Transport erfolgte in einem Güterzug in der Nacht vom 3. zum 4. Dezember 1945, ein zweiter mit etwa 500 Bewohnern aus Stolpmünde und Umgebung am 8. Juni 1946 und der letzte am 18. August 1946. Später wurden in der Bundesrepublik Deutschland 2904 und in der DDR 427 aus Stolpmünde vertriebene Bewohner ermittelt.
Stolpmünde erhielt die polnische Ortsbezeichnung Ustka. Als Kohleausfuhrhafen und Werftenstandort nahm der Ort schnell an Bedeutung zu und erhielt Stadtrecht. In seiner Nähe wurde im Gebiet des ehemaligen Flakgeländes ein Truppenübungsplatz eingerichtet, von dem in den 1960er und 1970er Jahren Höhenforschungsraketen vom Typ Meteor gestartet wurden.

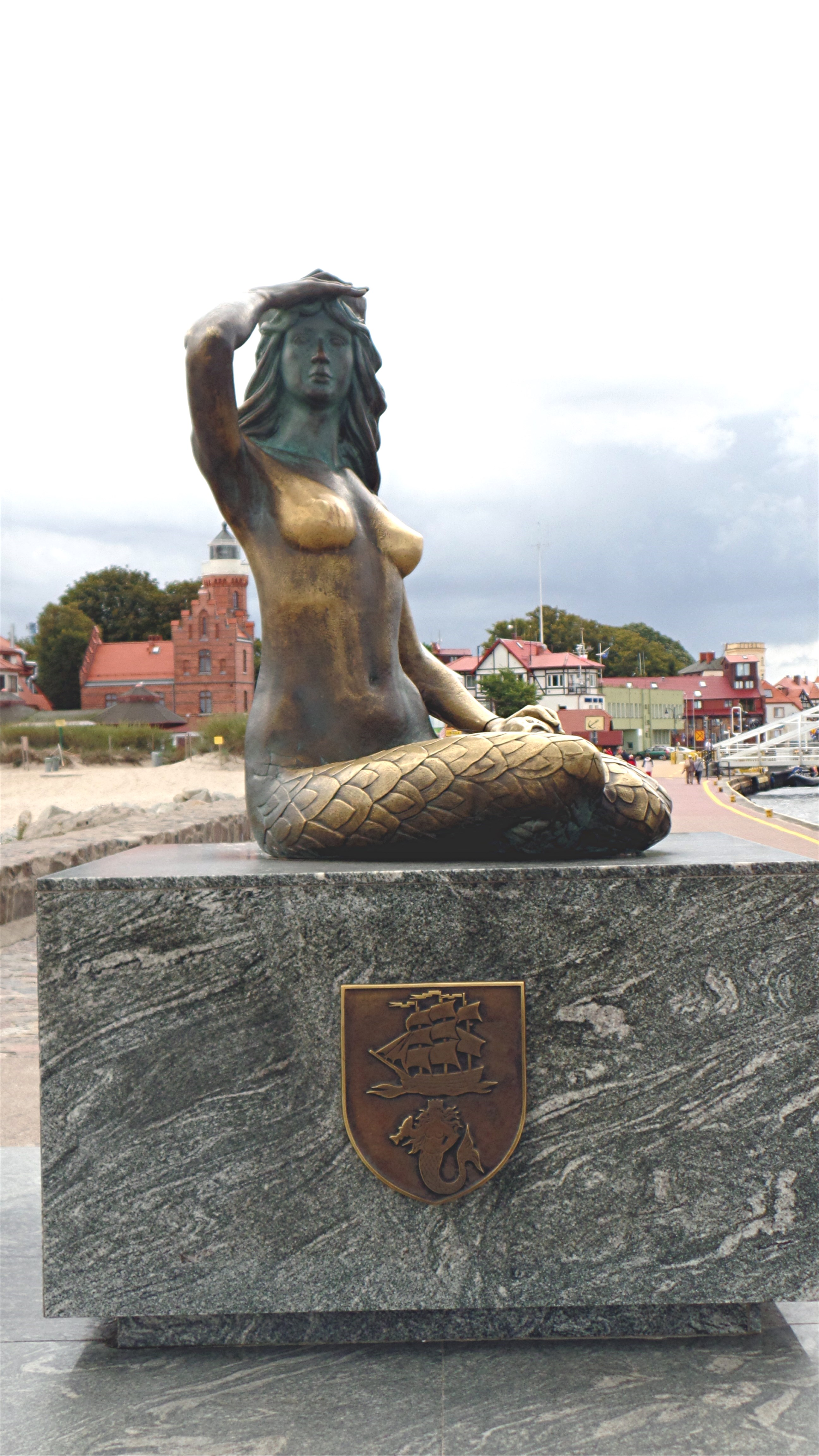
Meerjungfrau mit Lachs in der Hand und darunter „modernisiertes“ Wappen
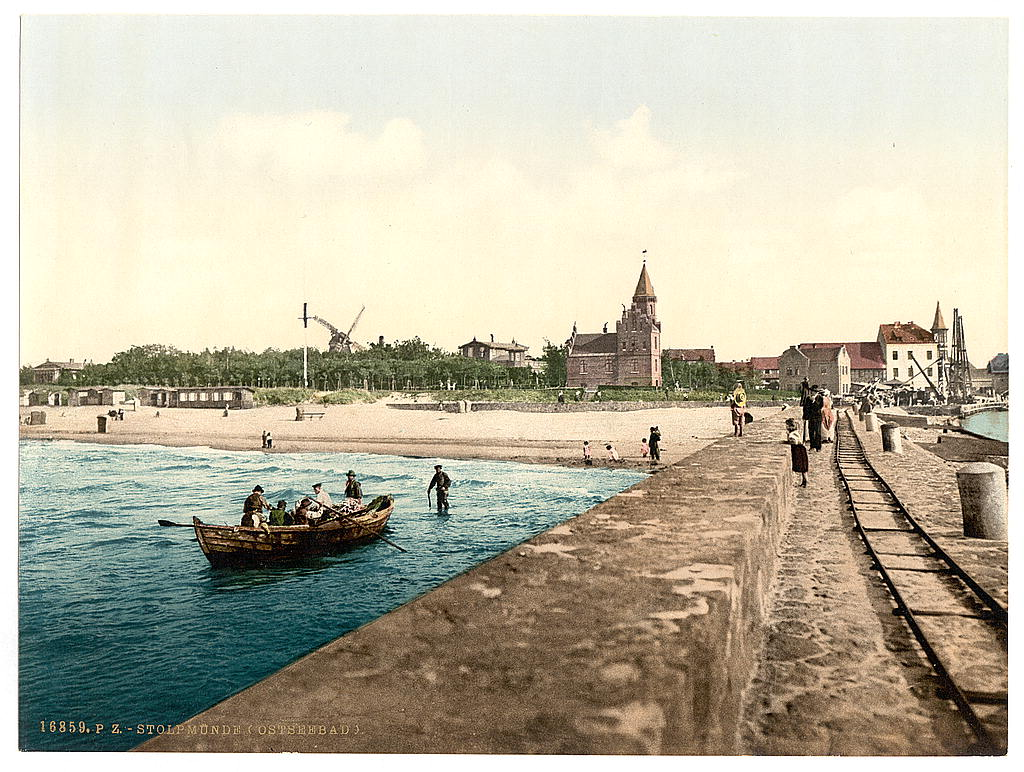
Um 1900
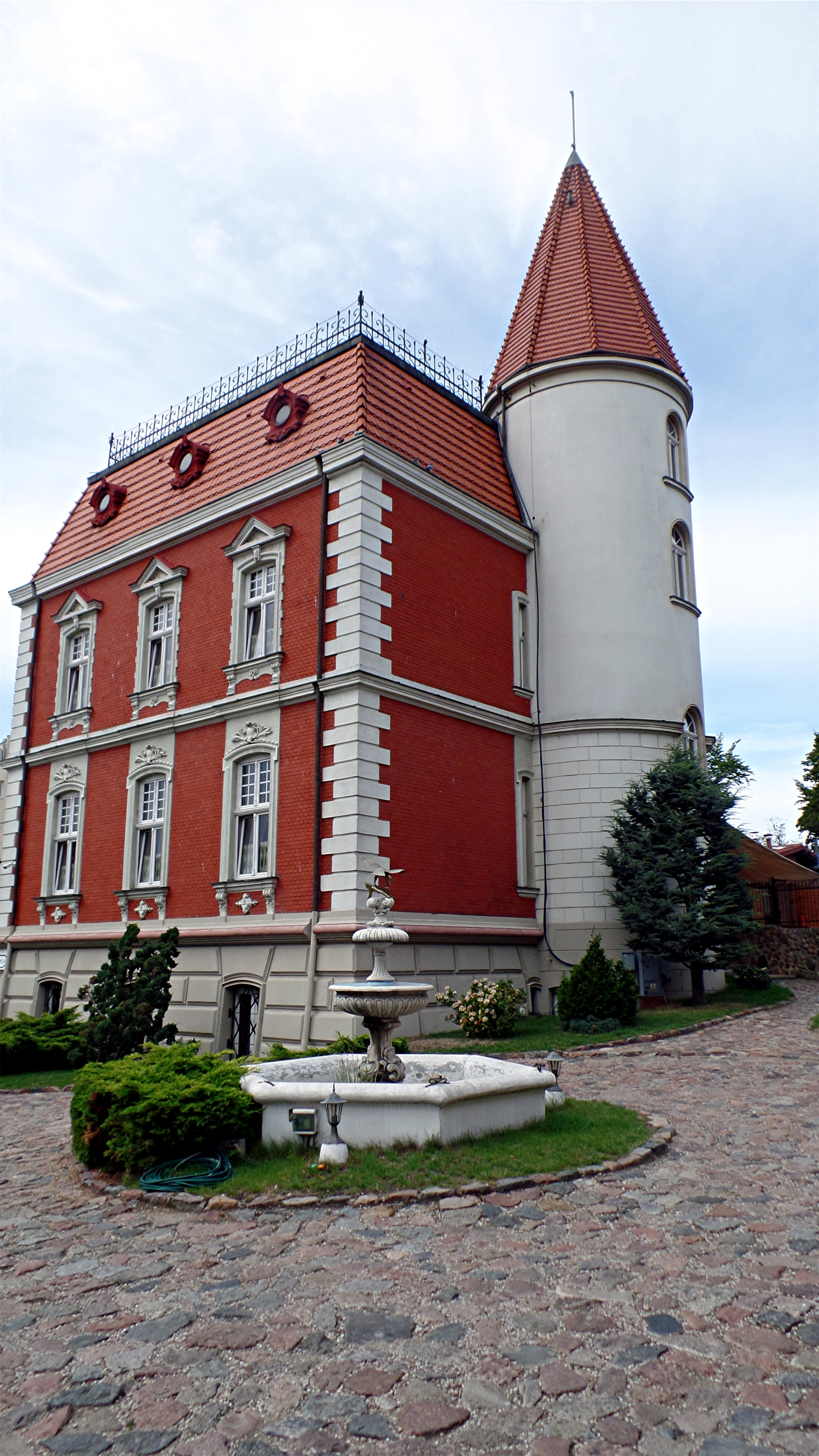
Rote Villa von 1890, in der Bismarck wohnte
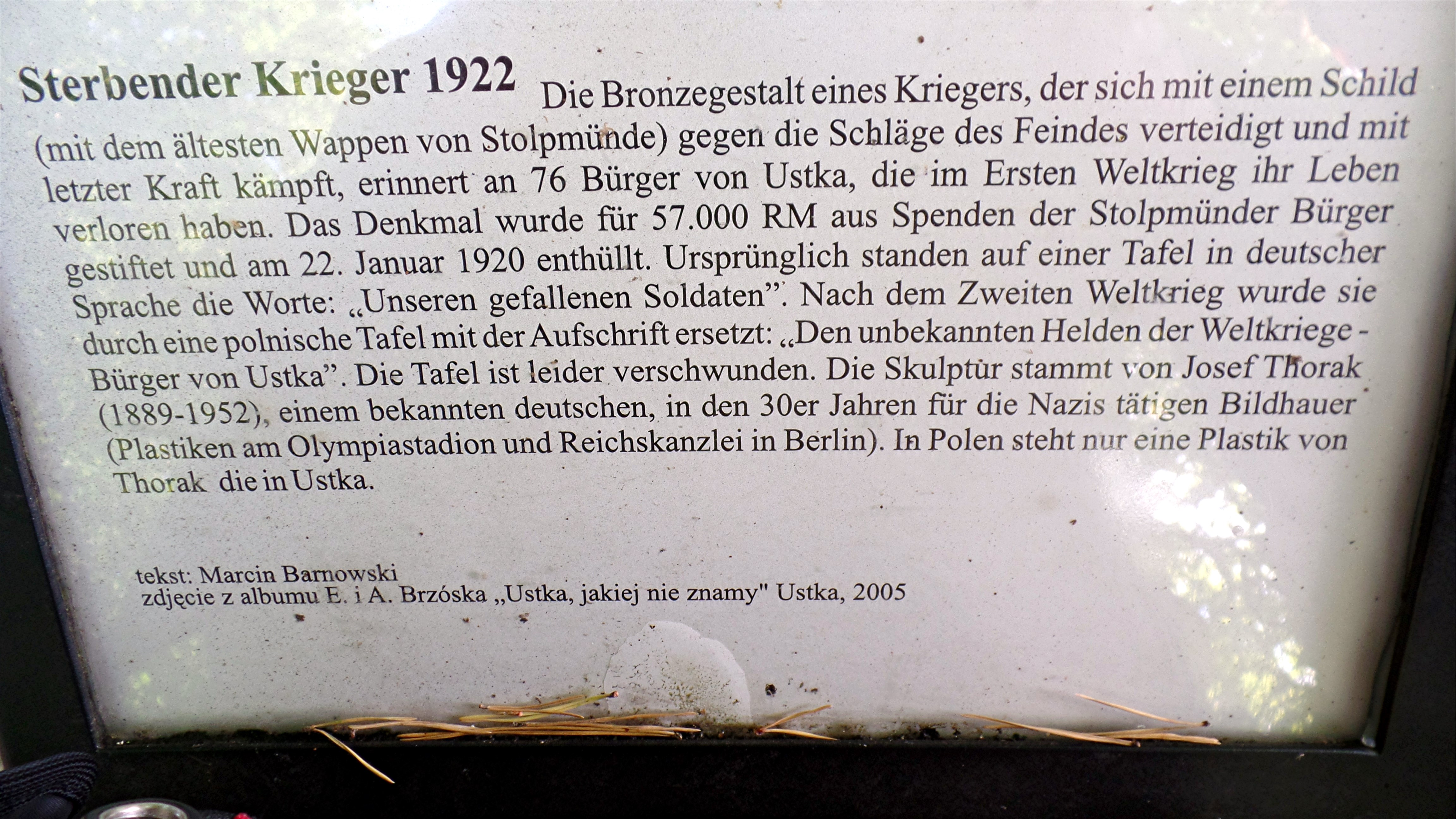
Infotafel vor dem Denkmal
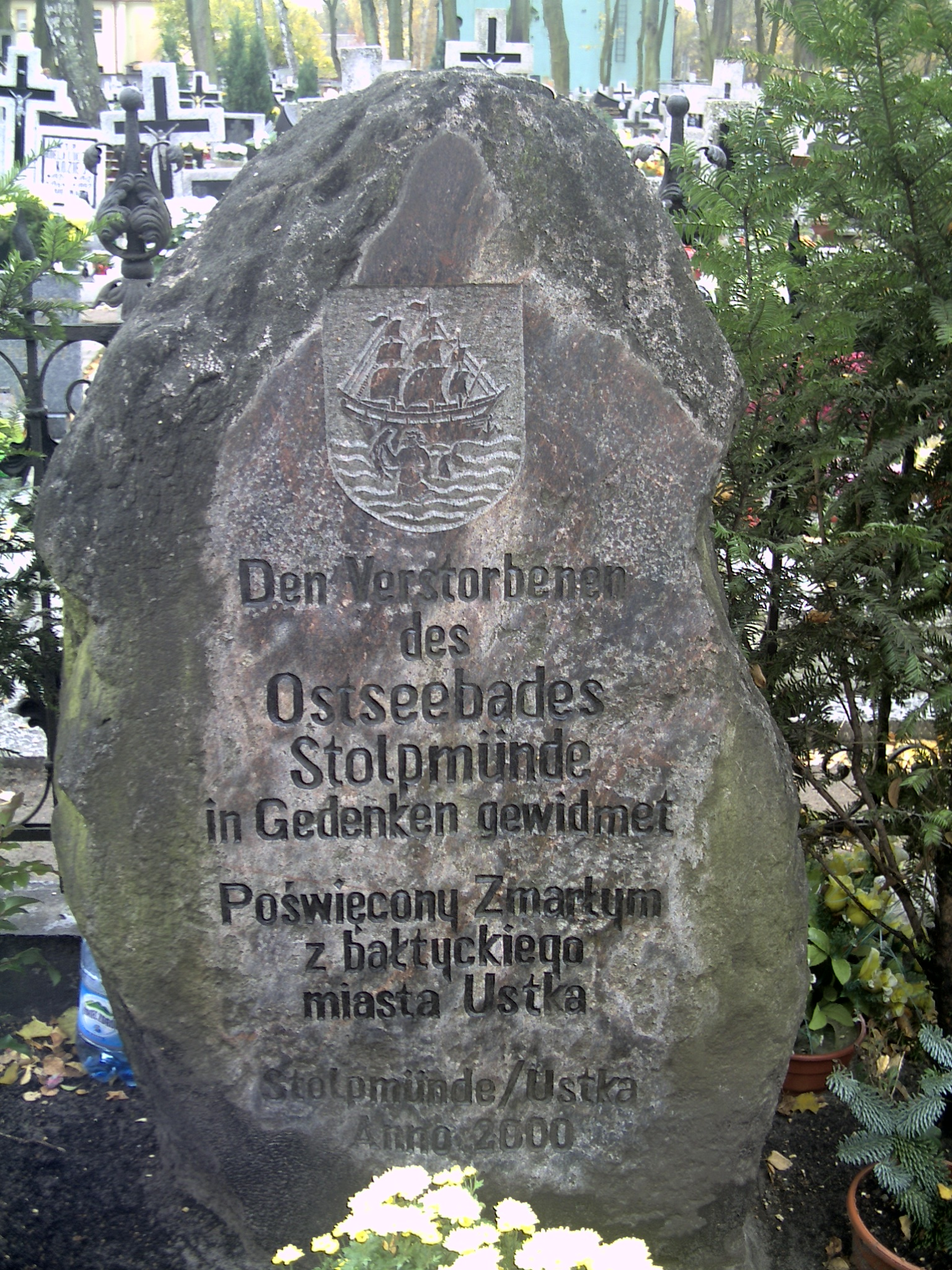
Zweisprachiger Gedenkstein auf dem Friedhof
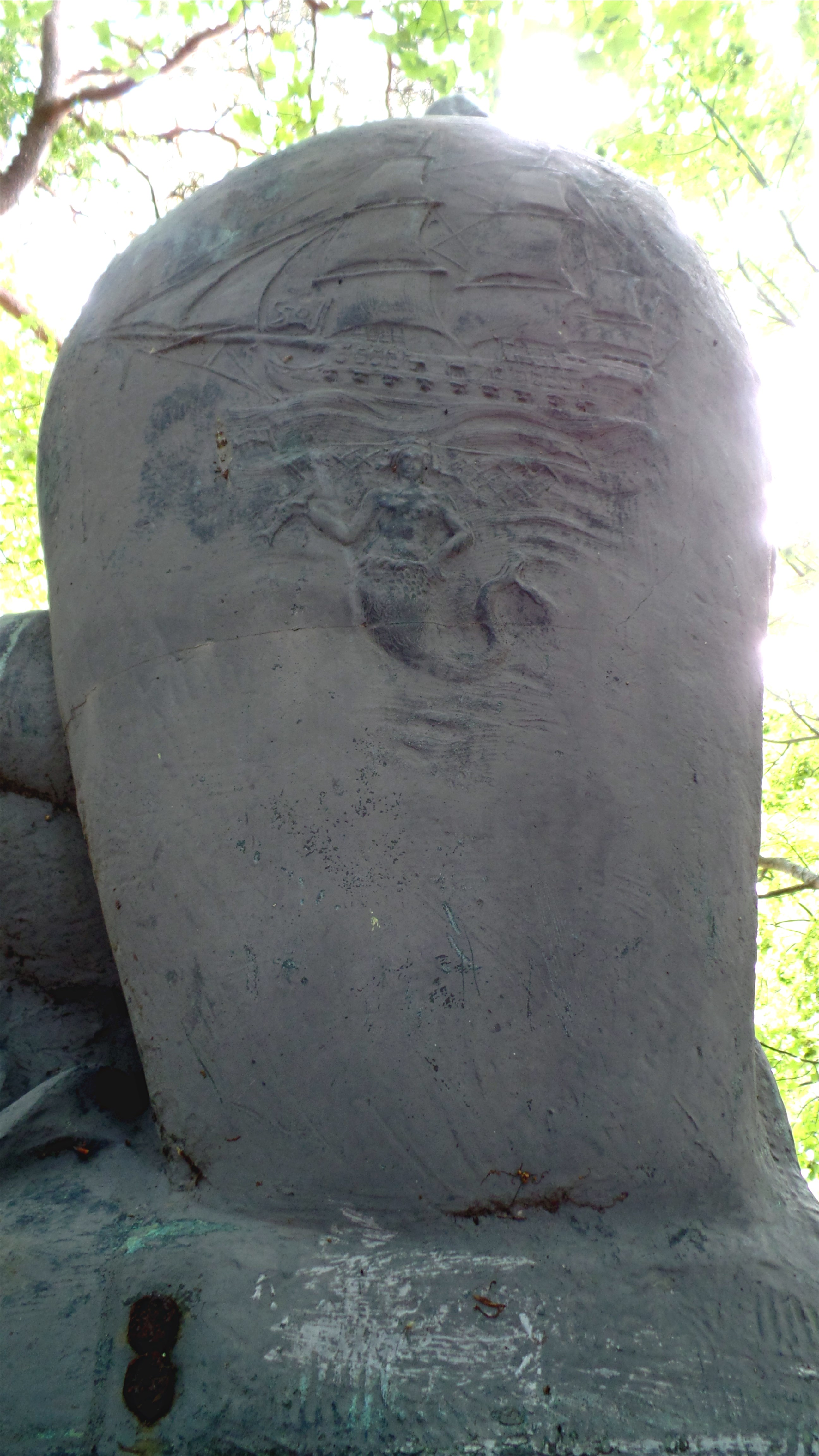
Schild des Sterbenden Kriegers von Josef Thorak
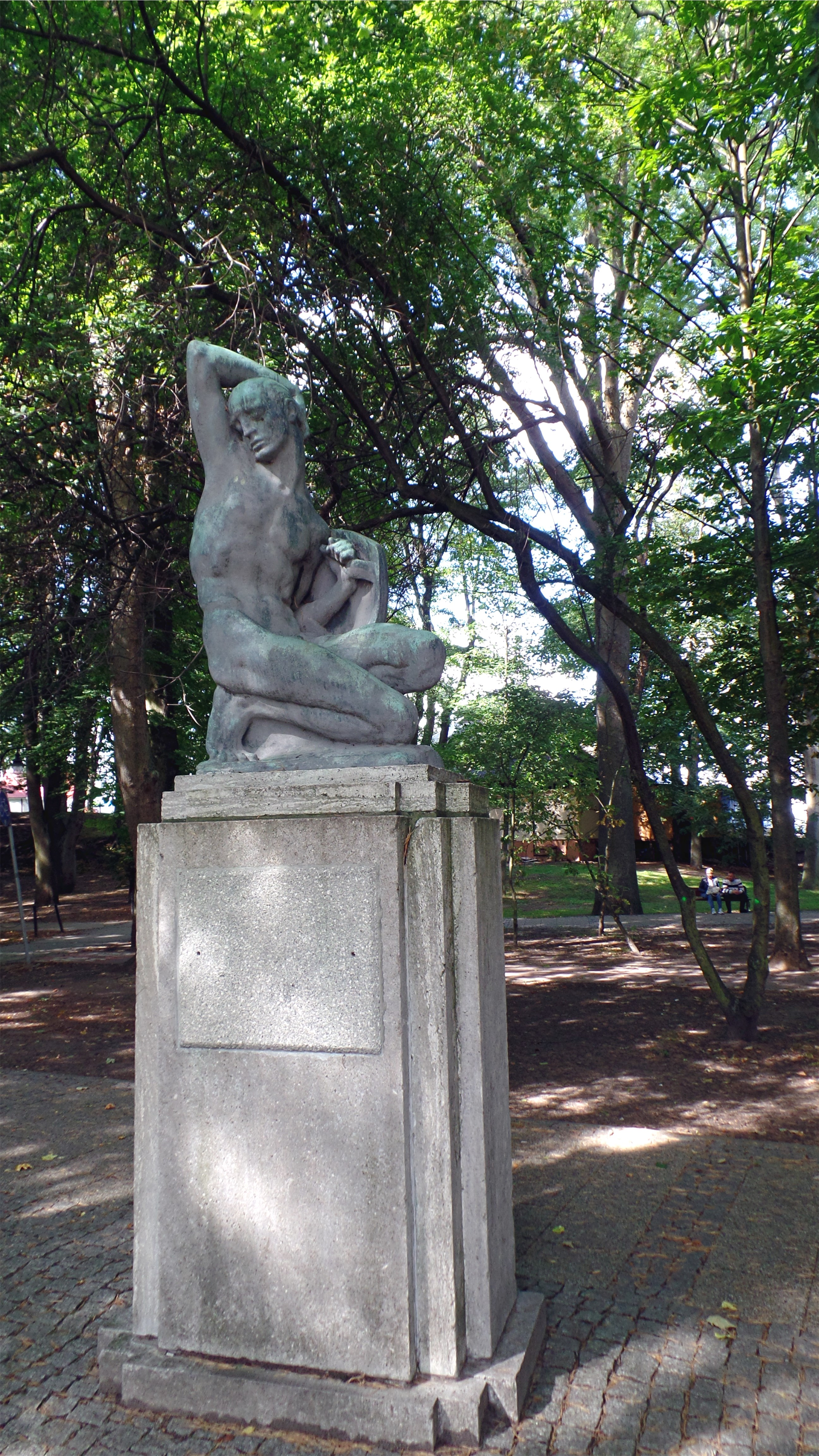
Sterbender Krieger, 1922 geschaffen

### Demographie
| Jahr | Einwohner | Anmerkungen |
| ---- | --------- | --- |
| 1782 | –         | Flecken und Hafen, bewohnt von einigen Handwerkern, Fischern, Schiffern und Seefahrern, mit etlichen Kaufmannsspeichern, einem Schulhaus, einem Holzwärterkaten, einer Filialkirche von Wintershagen und 37 Feuerstellen (Haushaltungen) |
| 1818 | 458       | Flecken, mit einem Hafen, einer Holzwärterei und einer Wassermühle |
| 1852 | 1118      | Flecken |
| 1864 | 1505      | am 3. Dezember, Gemeindebezirk |
| 1867 | 1682      | am 3. Dezember, Gemeindebezirk |
| 1871 | 1880      | am 1. Dezember, Gemeindebezirk, davon 1849 Evangelische, zwei Katholiken, acht sonstige Christen und 21 Juden |
| 1885 | 1974      | am 1. Dezember, Gemeindebezirk, davon 1945 Evangelische, acht Katholiken, drei sonstige Christen und 18 Juden |
| 1890 | 2012      | am 1. Dezember, Gemeindebezirk |
| 1910 | 2831      | am 1. Dezember |
| 1925 | 3876      | darunter 3692 Evangelische, 80 Katholiken und drei Juden |
| 1933 | 4003      | [ 23 ] |
| 1939 | 4789      | [ 23 ] |

Anzahl Einwohner vor und nach 1945.

## Kirche

### Pfarrkirchen
Im Jahre 1355 wurde in Stolpmünde die erste Kirche St. Johannis und St. Nicolai geweiht, die mit 250 Plätzen im 19. Jahrhundert für den einwohnermäßig expandierenden Hafenort zu klein wurde. Eine neue, größere (720 Plätze) Kirche wurde im neugotischen Stil errichtet und am 10. Juli 1888 feierlich eingeweiht.
Aus der Vorgängerkirche war der barocke Altaraufbau erhalten geblieben, dessen Mittelteil die Kanzel einnahm. Im Turm befand sich ein überlebensgroßes Kruzifix aus Holz, roh geschnitzt und mit Leinwand überzogen – offensichtlich ein sehr altes, aber nicht datierbares Werk. In einem Glaskasten war ein Schiffsmodell aufgestellt, das 1682 vom Schiffer Mathias Brandt der Kirche geschenkt worden war. Ein zweites hing in der Kirche. Das Gotteshaus erhielt damals ein neues Orgelwerk, das als eines der schönsten galt, das der Orgelbauer Christian Friedrich Völkner aus dem Nachbarort Dünnow angefertigt hatte.
Die bisher evangelische Kirche wurde 1945 zugunsten der Katholischen Kirche enteignet. Im Jahre 2004 wurde im Nachbarort Przewłoka (Strickershagen) ein weiteres Kirchengebäude errichtet sowie eine Kapelle erbaut.

### Kirchen-/Pfarrgemeinde
Die 1355 geweihte Stolpmünder Kirche wurde als Filialkirche der Parochie Wintershagen zugeordnet. Diese Verbindung blieb offiziell bis in das beginnende 20. Jahrhundert bestehen. Wie in den umliegenden Orten hielt die Reformation schon im Jahre 1535 Einzug. Stolpmünde wurde der Generalsuperintendentur Stolp eingegliedert, die 69 Jahre bestand, bis sie 1604 in der Generalsuperintendentur Stettin aufging. Der Bestand an Kirchenbüchern reichte bis 1655 zurück.
In die Parochie Wintershagen waren außer Stolpmünde die Orte Grasbruch, Karshof, Nesekow, Silberberg und Strickershagen eingepfarrt. Sie gehörte bis 1945 zum Kirchenkreis Stolp-Stadt in der Kirchenprovinz Pommern der Kirche der Altpreußischen Union.
Zu Beginn des 20. Jahrhunderts reiften in Anbetracht der Baufälligkeit des Wintershagener Pfarrhauses sowie der zunehmenden Seemannsseelsorge-Aufgaben im wachsenden Hafenort Stolpmünde die Überlegungen, den Pfarrsitz nach Stolpmünde zu verlegen. 1908/09 wurde der Plan Wirklichkeit, und zum 1. Oktober 1909 wurde der Pfarrsitz der Parochie Wintershagen-Stolpmünde nach Stolpmünde verlegt. Im Jahre 1940 zählte sie 5157 Gemeindeglieder, von denen immerhin 4277 in Stolpmünde wohnten. Damals war die Bevölkerung zu 97,6 % evangelisch (2,1 % katholisch, 0,1 % jüdisch und 0,2 % konfessionslos).

### Polnisches Kirchspiel seit 1945
Die seit 1945 und Vertreibung der einheimischen Bevölkerung anwesende polnische Einwohnerschaft gehört mehrheitlich zur Katholischen Kirche in Polen. Am 1. Juni 1951 wurde in Ustka eine eigene katholische Pfarrei errichtet. Der wachsenden Zahl der Einwohner trug man durch den Bau zweier zusätzlicher Kirchen 1990 und 2004 Rechnung, die alle beide zu Pfarrkirchen erhoben wurden. Der Ort ist heute außerdem Sitz des nach ihm benannten Dekanats im Bistum Köslin-Kolberg des Erzbistums Stettin-Cammin.
Im Ort leben nur wenige polnische evangelische Kirchenglieder. Sie sind dem Pfarramt der Kreuzkirche in Słupsk in der Diözese Pommern-Großpolen der Evangelisch-Augsburgischen Kirche in Polen zugeordnet.

### Pfarrer bis 1945
Seit Stolpmünde im Jahre 1909 Sitz des Pfarramtes wurde, amtierten hier als Geistliche:
1. Ernst Felix Gotthold Krüger, 1909–1921
2. Hans Bockenhagen, 1921–1928
3. Martin Simon, 1928–1945

## Verkehr
Über die Woiwodschaftsstraße 210 und die Eisenbahnlinie Ustka–Słupsk wird nach 18 Kilometern die Stadt Słupsk (Stolp) erreicht. Dort verlaufen die Landesstraße 6 und die Bahnlinie von Danzig nach Stettin. Im Stadtgebiet liegen der Bahnhof Ustka auf der östlichen Seite der Stolpe, und der 2019 neu errichtete Haltepunkt Ustka Uroczyska auf der westlichen.
Der Nahverkehr in Ustka ist für Residenten und Personen ab 70 Jahren kostenlos.

## Partnerstädte
- Kappeln (Deutschland)

## Söhne und Töchter des Ortes
- Wolfgang Jenssen (1942–2022), deutscher Politiker (SPD), Mitglied des Rheinland-Pfälzischen Landtags
- Arend Baumann (1944–2014), deutscher Opernsänger

## Landgemeinde Ustka
Die Landgemeinde Ustka, zu der die Stadt selbst nicht gehört, umfasst eine Fläche von 218,1 km² und hat 8295 Einwohner (Stand 31. Dezember 2020).
Partnergemeinde ist Anklam in Deutschland.